# Diphenylarsincyanid
Diphenylarsincyanid, auch CLARK 2 (Cyanid-Arsen-Kampfstoff) genannt, wurde 1918 von G. Sturniolo und G. Bellinzoni entwickelt und bereits kurze Zeit später wie das verwandte Clark 1 (Diphenylarsinchlorid) im Ersten Weltkrieg eingesetzt. Eine weitere verwandte Verbindung ist das Clark 3 (Diphenylaminarsincyanid).

## Gewinnung und Darstellung
Diphenylarsincyanid kann durch Umsetzung von Diphenylarsinchlorid mit Natriumcyanid gewonnen werden.

## Eigenschaften
Der Stoff bildet farblose, knoblauchartig oder nach bitteren Mandeln riechende, schwer flüchtige  Kristalle und verursacht Übelkeit, Erbrechen und Kopfschmerzen. Es greift Augen, Haut und Atemtrakt stark an. Spätfolgen sind zum Beispiel Lungenödeme.